# Catedral de Santander

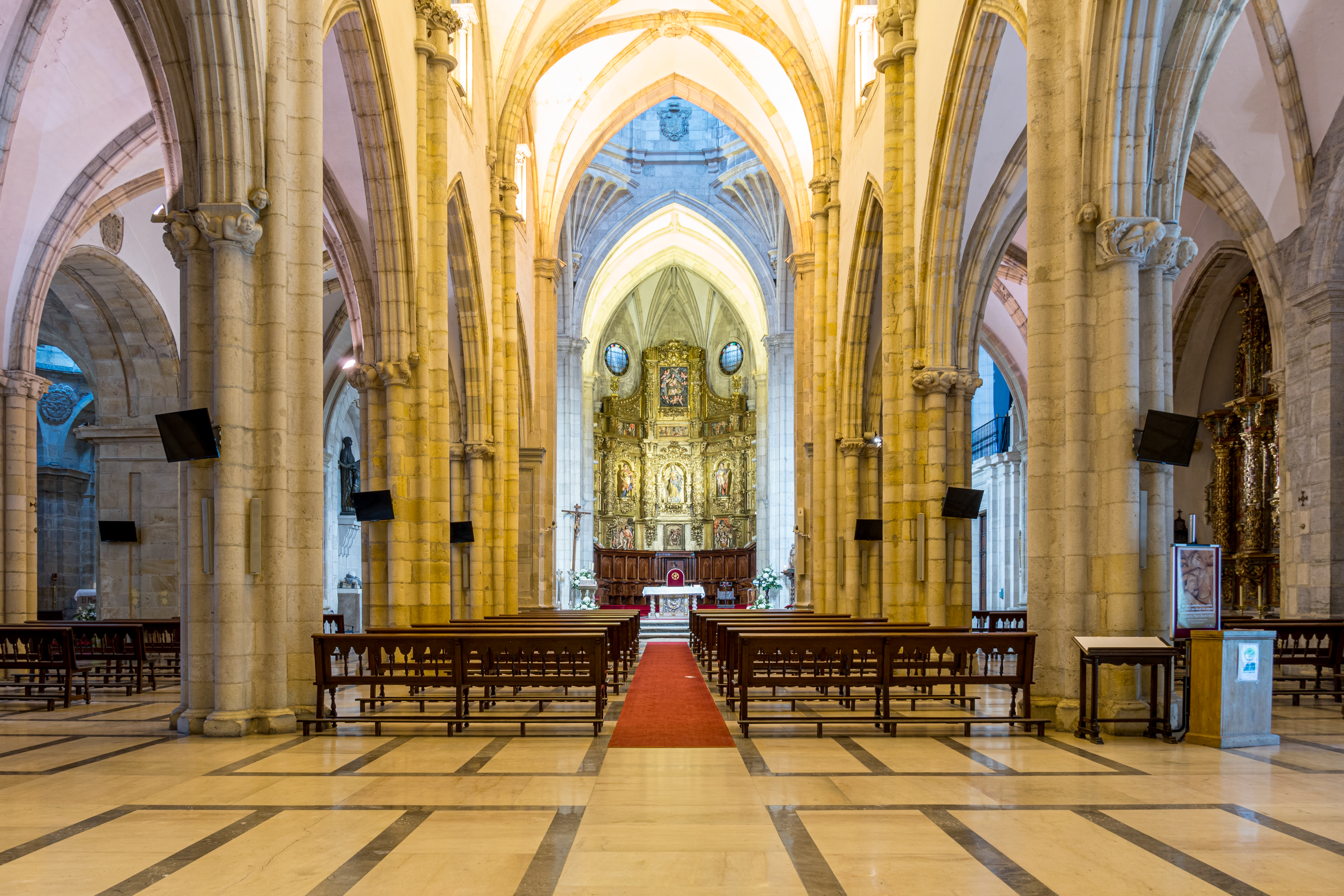
Nave central da catedral

A Catedral da Assunção de Nossa Senhora é a sé da Diocese de Santander, situada na cidade homónima, a capital da comunidade autónoma da Cantábria, no norte de Espanha. É uma catedral cujo estilo predominante é gótico, embora tenha elementos de outros estilos, devido às ampliações e reformas de que foi alvo. Foi construída entre os os séculos XII e XIV, tendo sido ampliada no século XVII e em meados do século XX. Além de catedral, o templo tem também o título de basílica.

## História
A catedral foi construída cerro de Somorrostro [es] (também chamado cerro de São Pedro), sobre um antigo mosteiro, que inicialmente tinha sido uma abadia dedicada a Santo Emetério e São Celedónio, conhecida como Abadia dos Corpos Santos [es]. Na altura da construção, o local era um monte rodeado de água, onde outrora se situava o assentamento romano de Portus Victoriae Iuliobrigensium [es] (ou simplesmente Portus Victoriae, "Porto da Vitória"), fundado durante as Guerras Cantábricas (29–19 a.C.) ou pouco depois.
Emetério e Celedónio foram mártires cristãos que foram decapitados em Calahorra na segunda metade do século III, durante as perseguições aos cristãos durante o reinado do imperador romano Diocleciano ou Valeriano, após terem sido presos e confrontados com a escolha entre renunciar à sua fé ou abandonar a carreira militar. Segundo a lenda, no século VIII, durante a invasão muçulmana, as cabeças dos santos foram transportadas pelo rio Ebro num barco de pedra até ao Mediterrâneo e depois deram a volta à Península Ibérica até embater na ilha da Horadada, na baía de Santander, a qual foi atravessada pelo barco, que depois chegou a Santander. As cabeças foram colocadas numa caverna por baixo duma igreja que existia no local da catedral. O mosteiro existente nesse lugar adotou-os como padroeiros e colocaram as suas efígies no escudo da igreja, que posteriormente se tornou o escudo de Santander.
A Abadia dos Corpos Santos é mencionada pela primeira vez num documento de 1068, redigido por ordem do rei Afonso II das Astúrias, que a mandou fundar sobre a ermida já existente, onde estavam guardadas as cabeças dos santos.
A construção do piso inferior do que viria a ser a catedral data dos primeiros anos do século XII. Em 1131 Afonso VII, o Imperador  concedeu-lhe o estatuto de colegiada. As obras de construção do edifício atual começaram por iniciativa do rei Afonso VIII de Castela, após a concessão do foral à vila de 1187. A construção da parte superior do edifício decorreu entre finais desse século e o início do século XIV. A última parte construída foi o claustro gótico. Posteriormente recebeu o título de "Igreja Colegial dos Corpos Santos".
A porta principal,erigida cerca de 1230, é especialmente interessante, por nela estarem esculpidos os primeiros escudos no qual aparecem juntos castelos e leões, após a unificação definitiva de Castela e de Leão em 1230, durante o reinado de Fernando III (r. 1217–1252), cujo filho Sancho foi abade local. A igreja foi ampliada nos séculos XVI e XVII, tendo-lhe sido adicionadas novas capelas.
Em 1754 foi criada a Diocese de Santander e o papa Bento XIV concedeu o estatuto de catedral à colegiada. Em 1893 foi seriamente danificada pela explosão de dinamite do navio Cabo Machichaco [es]. Não foi muito afetada pela Guerra Civil Espanhola, mas sofreu estragos consideráveis durante o grande incêndio de 1941 [es], o que levou a que fosse reconstruída e ampliada entre 1942 e 1953. Os arquitetos responsáveis por estas obras foram José Manuel Bringas e Juan José Resines del Castillo, que respeitaram os elementos originais e por isso hoje ainda se pode apreciar as qualidades arquitetónicas do monumento original. Desde 2015 que funciona na catedral o "Centro de Interpretação da História de Santander".

## Arquitetura
A igreja tem dois pisos e um claustro com dependências anexas.

### Igreja do Cristo
A parte inferior, a mais antiga do edifício, chamada usualmente Igreja do Cristo ou cripta, é um espaço de 31 por 18 metros, com três naves e quatro tramos. A estrutura de arcos suporta todo o piso superior, pelo que tem uma grossura e robustez consideráveis. A decoração consiste principalmente em motivos vegetal. É na cripta que se encontram os bustos-relicários com as cabeças de Santo Emetério e São Celedónio, os padroeiros de Santander.

### Catedral-Basílica
A chamada Igreja Alta foi construída durante o século XIII, no mesmo estilo gótico sóbrio usado na Igreja do Cristo. Grande parte dos seus tesouros desapareceram no incêndio de 1941, embora uma parte se tivesse conservado e outra parte tenha sido recuperada. Uma parte considerável da decoração dos arcos, colunas, entablamentos e portas, principalmente a principal, na qual se encontra uma das representações mais antigas dos escudos de Leão e Castela juntos. As janelas estão decoradas com vitrais, colocados no século XX.

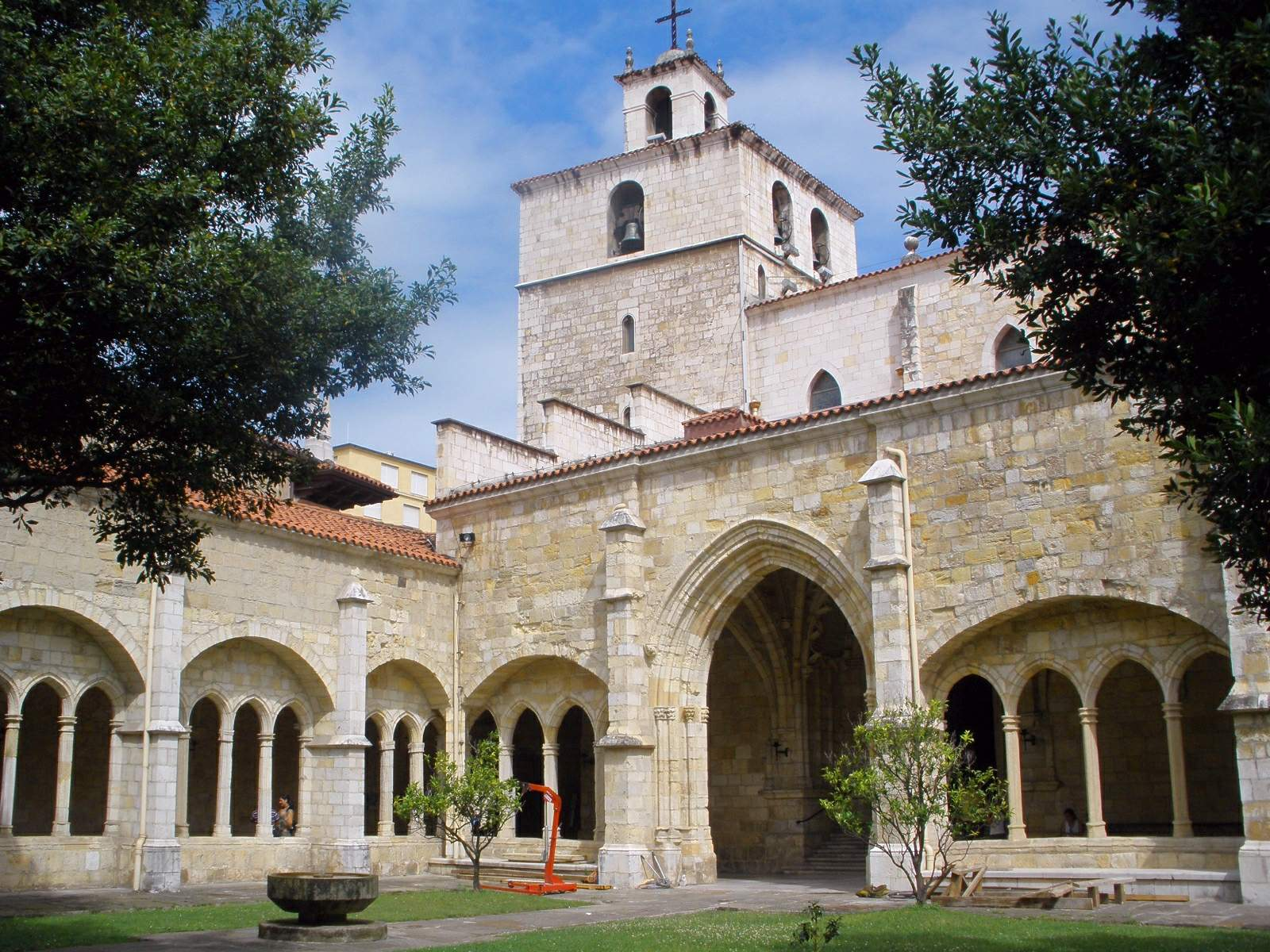
Claustro

A catedral tem várias capelas, dispostas ao longo das paredes das naves laterais nos lados sul e norte. Na nave meridional, a primeira capela, construída em 1624, é da autoria de Fernando Herrera Calderón; a segunda é do início do século XVII e da autoria de Juan Alvarado; a terceria, de 1622, é de Sebastián de la Puebla. Na nave norte, a primeira capela é de 1671 e estilo barroco; a segunda é a capela penitencial e tem uma pia batismal; a terceira contém o sepulcro de Marcelino Menéndez Pelayo (m. 1912), uma obra do escultor Victorio Macho. Durante a reconstrução levada a cabo em meados do século XX, foram suprimidos diversos elementos barrocos importante, que tinham sido adicionados durante a ampliação da cabeceira realizada no século XVIII, dirigida por José de Cereceda.
O templo foi ampliado, além de restaurado, em meados do século XX, tendo sido construídos um novo presbitério, um novo deambulatório e um novo zimbório. Para levar a cabo as obras, o coro de pedra, a Porta dos Mártires e a escadaria monumental contígua foram desmontados, tendo-se numerado as suas pedras de silhar, para depois serem reconstruídos. Porém, o seu paradeiro é desconhecido desde então. O coro era da autoria de Francisco del Pontón Setien e Juan de la Sierra Bocerraiz. A porta e a escadaria eram uma obra do século XVII de Gregorio de la Roza.
O presbitério é rodeado pelo deambulatório, no qual se encontram dois altares dedicados a Fernando III de Castela, o Santo (foi canonizado em 1671) e a São Matias. No flanco norte há um pilar de mármore que tem uma inscrição em árabe, supostamente capturada na  conquista de Sevilha, na qual tropas santanderinas tiveram um papel importante. No flanco sul há uma tribuna decorada por José Cataluña. As abóbadas são de cruzaria simples, cuja esbelteza é evidenciada pela luz que entra pelas janelas do clerestório da nave central, mais ampla e mais alta do que as laterais.
A antiga colegiada tinha três naves, à qual foi adicionada uma quarta, no espaço antes oucpado pelos palácios do abade e outras capelas. Entre os séculos XV e XVII foram adicionadas várias capelas laterais. O "Conselho Geral da Vila de Santander" reunia-se em ocasiões especiais na sala do capítulo e na nave contígua.
O claustro, de planta trapezoidal, foi construído na primeira metade do século XIV, no estilo arquitetónico do resto do conjunto. As suas portas no lado ocidental davam acesso ao grande Hospital do Espírito Santo e à igreja dos peregrinos de Santiago.